# Hjalmar Hammarskjöld

Hjalmar Hammarskjöld.

Knut Hjalmar Leonard Hammarskjöld (Tuna, 4 februari 1862 - Stockholm, 12 oktober 1953) was een Zweeds politicus, geleerde, minister en senator. Van 1914 tot 1917 was hij premier van Zweden.

## Leven en werk
Hij was de zoon van luitenant en landeigenaar Knut Hammarskjöld en Maria Cöster. In 1890 huwde hij met Agnes Almquist (1866-1940), met wie hij vier zonen kreeg. Een van die zonen was de latere secretaris-generaal van de Verenigde Naties Dag Hammarskjöld.
Hij was een veelzijdige jurist die ook actief was als wetgever en wetenschapper. In 1891 werd hij professor aan de Universiteit van Uppsala en had een grote invloed op het Zweedse en Noorse burgerlijk recht. Hierdoor kreeg hij de reputatie dat hij een expert in internationaal recht was. Hij leverde ook ijverig werk in internationale meetings en werd in 1904 lid van het Permanent Hof van Arbitrage in Den Haag.
Van 1901 tot 1902 was hij minister van Justitie in de regering van Fredrik von Otter. In deze functie deed hij een ambitieuze maar onsuccesvolle poging om het stemrechtprobleem in Zweden op te lossen en werd na zijn ontslag benoemd tot voorzitter van het gerechtshof van Göta. In 1905, het jaar dat de unie tussen Zweden en Noorwegen eindigde, was hij in de regering van Christian Lundeberg minister van Kerkelijke Zaken. Na het einde van dit mandaat werd hij benoemd tot Zweeds ambassadeur in Kopenhagen. In 1907 werd hij burgerlijk gouverneur van de provincie Uppsala län, een ambt dat hij tot 1930 zou bekleden.
In 1914 werd hij premier van Zweden. Hij leidde een niet-parlementaire regering die conservatief en loyaal tegenover de koning was. Zijn regering was gecreëerd op initiatief van Arvid Lindman, de leider van de conservatief-liberale partij in de Tweede Kamer, die niet wilde dat de koning een regering zou benoemen onder leiding van Ernst Trygger, de leider van de conservatief-liberale partij in de Eerste Kamer.
Als premier van Zweden hield Hammarskjöld Zweden buiten de Eerste Wereldoorlog. Wegens zijn interpretaties van burgerlijk recht was hij echter niet altijd in staat om problemen op te lossen. Zo moest Zweden noodgedwongen voedsel importeren. Hij werd ook als een vriend van Duitsland gezien, omdat hij in 1917 een handelsakkoord met Groot-Brittannië weigerde te ondertekenen. Dit leidde tot een breuk met zijn minister van Buitenlandse Zaken en hij verloor de steun van de rechtse partijen in het parlement. Hierdoor moest hij aftreden als premier.
In 1918 werd hij verkozen in de Zweedse Academie en hij zetelde er tot aan zijn dood, waarna hij opgevolgd werd door zijn zoon Dag. Tevens zetelde hij van 1923 tot 1938 als onafhankelijke conservatief in de Zweedse Eerste Kamer. Van 1929 tot 1947 was hij de voorzitter van de Nobelstichting.
In oktober 1953 overleed hij in Stockholm.
- Bibsys: 2012381
- Bibliothèque nationale de France: cb16744591h (data)
- Gemeinsame Normdatei: 123632196
- International Standard Name Identifier: 0000 0000 8129 2252
- Library of Congress Control Number: no97003829
- Nationale Bibliotheek van Israël: 987007398273105171
- Nederlandse Thesaurus van Auteursnamen: 070534527
- LIBRIS: 336668
- Système universitaire de documentation: 094634548
- Virtual International Authority File: 50140436
- WorldCat: E39PBJfX49RvcvPPK6hPC8tVG3